# L'Argent fou (film)

L'Argent fou (Бешеные деньги) est un film soviétique sorti en 1981 en URSS et dont le scénario est tiré de la pièce éponyme d'Alexandre Ostrovski. Il a été réalisé par Evgueni Matveïev, auteur également du scénario.

## Fiche technique
- Images : Leonid Kalachnikov
- Décors : Semion Valiouchok
- Musique : Evgueni Ptitchkine
- Ingénieur du son : Garri Kountsev
- Production : Mosfilm
- Scénario : Evgueni Matveïev

## Distribution
- Alexandre Mikhaïlov : Savva Guennaditch Vassilkov
- Pavel Kadotchnikov : Grigori Borissovitch Koutchoumov
- Elena Soloveï : Nadejda Antonovna Tcheboxarova
- Lioudmila Nilskaïa : Lidia Iourievna Tcheboxarova
- Vadim Spiridonov : Egor Dmitritch Gloumov
- Youri Yakovlev : Ivan Petrovitch Teliatev
- Leonid Kouravliov : Vassili
- Alexandre Piatkov : Andreï
- Tatiana Novitskaïa : la femme de chambre[2]

## Synopsis
L'action se passe à Moscou à la fin des années 1870. L'homme d'affaires provincial Vassilkov tombe amoureux de la belle Lidia qu'il a aperçue et dont il fait ensuite la connaissance grâce à ses amis Teliatev et Gloumov qui sont du reste au courant que Nadejda Antonovna Tcheboxarova cherche un mari riche pour sa fille Lidia. Ceux-ci présentent donc Vassilkov comme un millionnaire venu de Sibérie. Entre-temps, Mme Tcheboxarova apprend que son mari est obligé de vendre leur domaine pour payer ses dettes. Elle se tourne vers le « prince » Koutchoumov qui n'est pas indifférent à la beauté de Lidia, mais il n'a pas l'intention de donner de l'argent. Persuadée de trouver un mari riche, Lidia porte d'abord son choix sur Teliatev; mais, malgré un léger flirt entre eux, il n'a pas envie de se marier. Alors, Lidia décide  d'épouser Vassilkov qui triomphe.   
Vassilkov sait que sa belle-famille a d'énormes dettes. Il est d'accord pour les payer à trois conditions: que les Tcheboxarov cessent de jeter l'argent par les fenêtres, renvoient leur domesticité et que Lidia vienne vivre dans une maison modeste. Lidia est offusquée, mais elle n'a d'autre choix que d'obéir. Elle déménage dans une petite maison, et elle y reçoit encore quelques anciens admirateurs, dont Teliatev et Koutchoumov dont elle espère encore l'aide financière. Le prince ayant laissé entendre qu'il pourrait consentir à l'aider, elle flirte avec lui. Vassilkov de retour à la maison, tombe sur eux, mais sa femme lui annonce qu'elle le quitte, le laissant à sa tristesse.
Lidia retourne dans le luxueux hôtel particulier familial, attendant l'aide du vieux « prince ». Teliatev lui ouvre les yeux : cela fait longtemps que Koutchoumov est ruiné, comme les Tcheboxarov. Lui-même n'a plus un sou. Lidia demande à sa mère d'aller chez son gendre pour qu'il consente au retour de Lidia et lui accorde son pardon. Savva Guennaditch refuse. Cependant il est toujours amoureux de Lidia et sa chute l'attristerait trop. Il propose de rembourser ses dettes à condition qu'elle aide sa  belle-mère (la mère de Vassilkov) dans la tenue de son intérieur. Et seulement après ce « délai d'apprentissage », Vassilkov reprendra sa femme chez lui à Saint-Pétersbourg. D'abord vexée, Lidia finit par accepter n'ayant plus le choix...

## Festivals
Ce film a été présenté au festival Cinéma et littérature de Gatchina (Russie), en 2013; au festival du film russe Vesna à Paris (2010); au cycle de cinéma russe à l'Arlequin à Paris (2010).

## À l'étranger
Ce film sort ensuite en novembre 1982 sous le titre de Crazy Money aux États-Unis, en mars 1983 en Finlande, en avril 1983 en Hongrie sous le titre de Bolond pénz, en décembre 1983 au Danemark à la Semaine du film soviétique, en Allemagne de l'Est sous le titre de Tolles Geld.